# Nicolaas Arie van der Burg
Nicolaas Arie van der Burg (Vlaardingen, 8 april 1904 - Waalsdorpervlakte, 13 maart 1941) was een Nederlandse verzetsstrijder tijdens de Tweede Wereldoorlog.

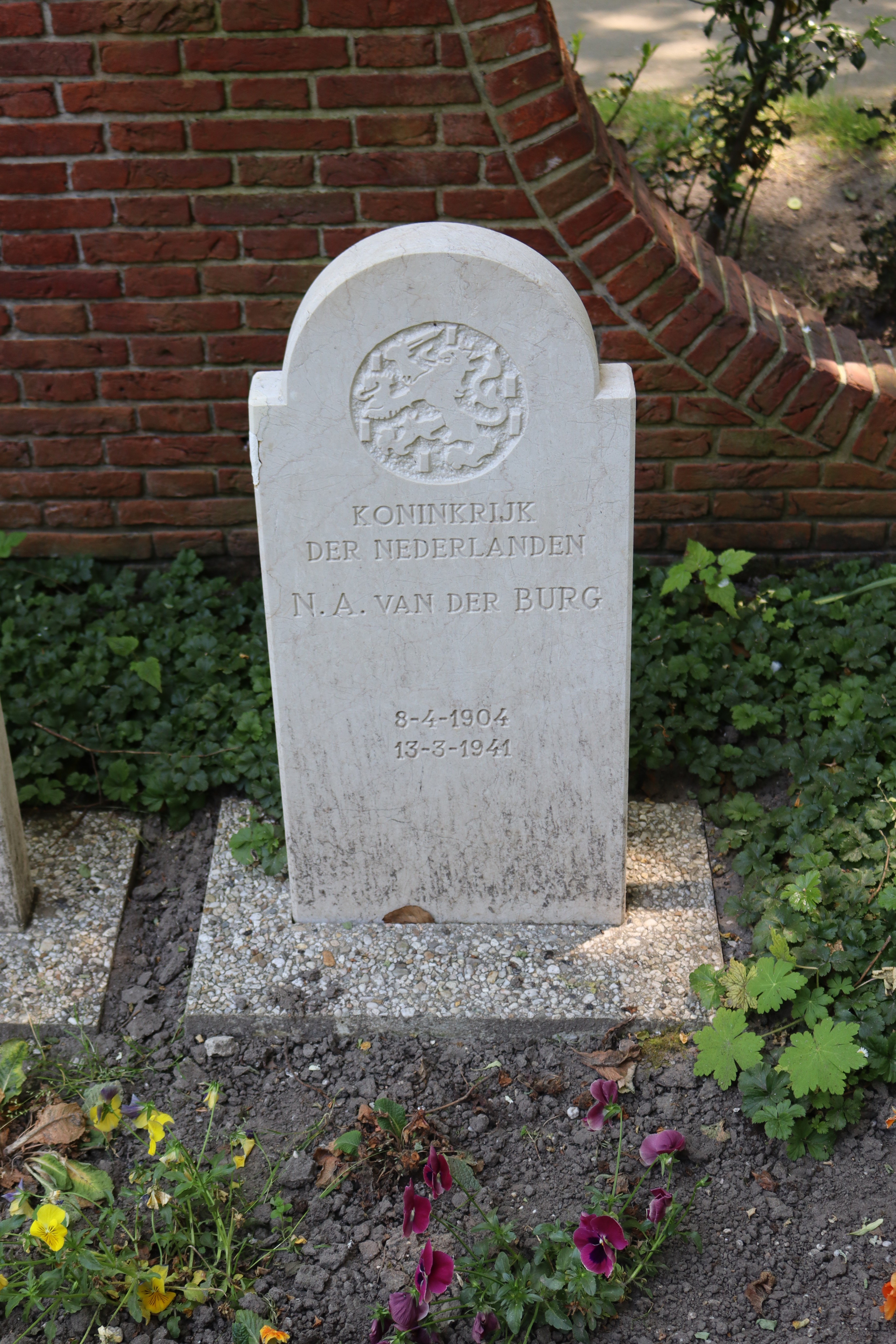
Graf van Van der Burg op Begraafplaats Emaus

Van der Burg was etaleur en hulpagent van politie, en sloot zich aan bij de Geuzengroep rondom Bernardus IJzerdraat. Op 6 januari 1941 werd hij gearresteerd wegens het verspreiden van illegale lectuur, en tot zijn dood zat Van der Burg in het Huis van Bewaring in Scheveningen ('Oranjehotel'). Hij werd in het Geuzenproces ter dood veroordeeld en gefusilleerd op de Waalsdorpervlakte.
Nicolaas Arie van der Burg is een van de achttien in het gedicht Het lied der achttien dooden van Jan Campert.
Hij is herbegraven op de begraafplaats Emaus in Vlaardingen.
In Schiedam is een singel naar hem vernoemd.